# دسه

دسه شهری در شهرستان سولنزو در استان بانوا در بورکینافاسوی غربی است و جمعیت آن ۱,۷۵۶ نفر است.